# Ermida de Nossa Senhora do Rosário (Rabo de Peixe)
A Ermida de Nossa Senhora do Rosárion é uma ermida portuguesa localizada na freguesia de Rabo de Peixe, concelho da Ribeira Grande, na ilha açoriana de São Miguel.
Desconhece-se a data da fundação desta ermida, situada no Alto do Rosário da populosa freguesia de Rabo de Peixe. No entanto, a primeira notícia a seu respeito diz que Bartolomeu Rodrigues de Sousa, falecido em 9 de Maio de 1606, foi sepultado neste templo que ficava, diz o registo, junto das casas do pai daquele.
Reconstruída em 1830, segundo informa o Dr. Ernesto do Canto, no ano de 1854 ela estava de novo necessitada de reparação. Em 19 de Março desse ano, uma numerosa comissão de pessoas da freguesia adjudicava a obra a Luís Jacinto Raposo e outros, sob várias condições. Segundo estas, a ermida deveria ter determinadas dimensões e a pedra da cantaria teria de ser de Vila Franca. A condução dos cunhais e do barro e a armação do tecto foram igualmente arrematadas. A pintura e o douramento da capela-mor foram bastante onerosos para a comunidade.
Mas passados 93 anos, a Ermida do Rosário mostrava-se de novo arruinada, motivo por que no ano de 1947 foram levadas a cabo importantes obras de restauro, por iniciativa do proprietário daquela freguesia, António Tavares Penacho, que nessa sua empresa recebeu importantes donativos vindos da América do Norte, da parte de várias pessoas naturais de Rabo de Peixe, e ali residentes.